# Giuseppe Borzellino
Giuseppe Borzellino (Palermo, 26 febbraio 1923 – Bologna, 30 dicembre 2000) è stato un magistrato italiano.

## Biografia
È stato un magistrato della Corte dei conti, eletto giudice della Corte costituzionale dai magistrati della Corte dei conti il 18 luglio 1984, giurando il successivo 24 luglio 1984.
È stato nominato vicepresidente della Corte il 15 luglio 1991 dal neoeletto presidente Aldo Corasaniti e confermato nella carica il 16 novembre 1992 dal nuovo presidente Francesco Paolo Casavola. È cessato dalla carica il 24 luglio 1993.